# Naomi Ackie
Naomi Sarah Ackie (Walthamstow, London, 1992. november 2. –) BAFTA-díjas angol színésznő.
Ismertebb televíziós alakításai voltak a A ki***tt világ vége (2019) és a Master of None – Majdnem elég jó (2021) című sorozatokban, előbbivel megnyerte a legjobb női mellékszereplőnek járó Televíziós BAFTA-díjat. 
A mozivásznon feltűnt a Star Wars IX. rész – Skywalker kora (2019) című filmben, majd a 2022-es I Wanna Dance with Somebody – A Whitney Houston-film című zenés életrajzi filmben a címszereplőt formálta meg.

## Filmográfia

### Film
| Év   | Magyar cím                                           | Eredeti cím                                  | Szerep          | Magyar hang     |
| ---- | ---------------------------------------------------- | -------------------------------------------- | --------------- | --------------- |
| 2015 |                                                      | I Used to Be Famous (rövidfilm)              | Amber           |                 |
| 2016 | Lady Macbeth                                         | Lady Macbeth                                 | Anna            |                 |
| 2018 |                                                      | Yardie                                       | Mona            |                 |
| 2019 |                                                      | The Corrupted                                | Grace           |                 |
| 2019 | Star Wars IX. rész – Skywalker kora                  | Star Wars: The Rise of Skywalker             | Jannah          | Pálmai Anna     |
| 2021 |                                                      | The Score                                    | Gloria          |                 |
| 2022 | I Wanna Dance with Somebody – A Whitney Houston-film | Whitney Houston: I Wanna Dance with Somebody | Whitney Houston |                 |
| 2024 | Vészjelzés                                           | Blink Twice                                  | Frida           | Szilágyi Csenge |
| 2025 |                                                      | Sorry, Baby                                  | Lydie           |                 |
| 2025 | Mickey 17                                            | Mickey 17                                    | Nasha Barridge  | Dobó Enikő      |

### Televízió
| Év   | Magyar cím                             | Eredeti cím                        | Szerep               | Megjegyzések                                     |
| ---- | -------------------------------------- | ---------------------------------- | -------------------- | ------------------------------------------------ |
| 2015 | Ki vagy, doki?                         | Doctor Who                         | Jen                  | 1 epizód (Face the Raven)                        |
| 2016 | Harlan Coben bemutatja: Az ötödik      | The Five                           | Gemma Morgan         | minisorozat (2 epizód)                           |
| 2016 | Drága fiunk, Damilola                  | Damilola, Our Loved Boy            | tanács dolgozója     | tévéfilm                                         |
| 2018 | Vera – A megszállott nyomozó           | Vera                               | Louise Everitt       | 1 epizód                                         |
| 2018 |                                        | The Bisexual                       | Ruby                 | 5 epizód                                         |
| 2019 |                                        | Cleaning Up                        | Beth                 | 2 epizód                                         |
| 2019 | A ki***tt világ vége                   | The End of the F***ing World       | Bonnie               | főszereplő (2. évad)                             |
| 2020 | Kis fejsze                             | Small Axe                          | Hazel                | 1 epizód (Education)                             |
| 2021 | Master of None – Majdnem elég jó       | Master of None                     | Alicia               | főszereplő és vezető producer 3. évad (5 epizód) |
| 2024 | Lego Star Wars: Újjáépíteni a Galaxist | Lego Star Wars: Rebuild the Galaxy | Jedi Jannah (hangja) | minisorozat (1 epizód)                           |

### Videójátékok
| Év   | Cím                                | Szerep          |
| ---- | ---------------------------------- | --------------- |
| 2022 | Lego Star Wars: The Skywalker Saga | Jannah (hangja) |

## Fordítás
- Ez a szócikk részben vagy egészben  a   Naomi Ackie című angol Wikipédia-szócikk ezen változatának fordításán alapul.  Az eredeti cikk szerkesztőit annak laptörténete sorolja fel. Ez a jelzés csupán a megfogalmazás eredetét és a szerzői jogokat jelzi, nem szolgál a cikkben szereplő információk forrásmegjelöléseként.